# 黄金時代 (ショスタコーヴィチ)
『黄金時代』（おうごんじだい、露：Золотой век）作品22は、ドミートリイ・ショスタコーヴィチが作曲した初期のバレエ音楽。全3幕6場。

## 概要
この作品は、A.イヴァノフスキーの台本により、1929年から1930年にかけて作曲された。この当時、ソ連国立劇場の当局は現代の生活に基づいたバレエの台本のコンクールを開催したが、その入賞作であった映画監督のイヴァノフスキーの「ディナミアーダ」に手に入れて完成されたのがこの『黄金時代』であった。
1920年代から1930年代前半にかけて、ショスタコーヴィチの作品には西洋的なモダニズムの影響が強く現れており、作品を具体的に挙げれば、オペラ『鼻』、『ムツェンスク郡のマクベス夫人』、バレエ音楽『ボルト』、『明るい小川』、交響曲第2番、第3番、第4番などは、後の党の芸術路線となる1932年に提唱された社会主義リアリズムの理念から外れたいわば「形式主義」の作品として批判され、また自己批判し、演奏、上演の機会がなくなっていた。「ショスタコーヴィチの証言」の中には、この曲を直接言及した文章などはないが、広い意味では「形式主義」時代の創作活動と人的交流が彼の世界観と芸術観の原点であることが力説されている。
初演は1930年10月26日に、レニングラードにてアレクサンドル・ガウクの指揮によって行われたが、18回上演が行われた後、舞台にかけられることは無くなった。しかし、作曲から半世紀以上が経った1982年10月14日に、振付師ユーリー・グリゴローヴィチの手によりモスクワのボリショイ劇場でようやく復活上演された。
ショスタコーヴィチはサッカーの熱烈なファンであり、公式審判員の資格まで持っていた（しかし運動神経はあまり良くなかった）。これに影響されて作曲されたのがこの「黄金時代」であった。

## 内容
1930年初演の内容は、西側の資本主義国である某国で開催されている工業博覧会「黄金時代」に、あるスポーツ労働組織によってソ連のサッカークラブが招待され、彼らは労働者たちに人気を博したが、ファシストたちは彼らに対して陰謀をめぐらした。ミュージックホールでの馬鹿げた踊りや、スタジアムにおける各競技の光景などを織り込ませながら、黒人のボクサーや地区の共産党員をはじめとする労働者たちとソ連のサッカークラブとの友情を描く。最後には、ファシストたちの陰謀が西側の共産党員に暴かれ、喜ばしい労働の踊りで終わる。プロパガンダ的要素の強い作品だが、ショスタコーヴィチの諧謔精神が存分に発揮されている。
1982年のイサーク・グリクマン台本・ユーリー・グリゴローヴィチ振付のボリショイ劇場再演では、場所は1920年代の新経済政策時代の南ロシアのレストラン「黄金時代」に移され、コムソモール青年団と暴力団の争いの二幕もので、最近はレストランのダンサーRitaをめぐる、そのパートナーYashka、漁師のBorisの争いになっていて、舞台背景に「ゾロトイ・ヴィエーク」（黄金時代）、「1923」、「ディナミアーダ」（初演の台本名）とロシア文字で見える。  2006年のサンクト・ペテルブルクのマリンスキー劇場での再演はコンスタンチン・ウチテリ台本で、時代は現代になり、年老いた男と女が昔を回想する形になっている。

## 組曲 作品22a
バレエとして全曲が演奏されることは現在は少ないが、組曲（作品22a）は現在も演奏会などで取り上げられている。その中の第3曲「ポルカ」が有名である。ちなみに初演は、バレエ初演よりも早い1930年の3月19日であった。

### 楽器編成
- 木管楽器

ピッコロ、フルート、オーボエ、イングリッシュホルン、小クラリネット、クラリネット、バスクラリネット、ソプラノサクソフォーン、ファゴット、コントラファゴット 各1
- 金管楽器

ホルン4、トランペット3、バリトン、トロンボーン3、テューバ1
- 打楽器

ティンパニ、シンバル、小太鼓、トライアングル、小太鼓、レニョ、タンブリン、大太鼓、タムタム、木琴
- 鍵盤楽器

ハーモニウム
- 弦楽器

第1ヴァイオリン、第2ヴァイオリン、ヴィオラ、チェロ、コントラバス
組曲の構成は以下の通りである。演奏時間は約18分。
- 第1曲 序奏（Introduction）
- 第2曲 アダージョ（Adagio）
- 第3曲 ポルカ（Polka）
- 第4曲 踊り（Danse）

第2曲はファシストの美女が踊る第1幕第1場の音楽で、第3曲は第3幕のジュネーヴ海軍軍縮会議をカリカチュア風に扱った場面。ストラヴィンスキーの作品『小管弦楽のための組曲』の影響が強い。第4曲はファシストたちの踊りに対してソヴィエトの選手たちが見せる「健全で明るい」踊りであるが、その表現は通俗的かつ軽妙である。

## 参考資料
- 『作曲家別名曲解説ライブラリー15 ショスタコーヴィチ』 音楽之友社,1997年
- 『最新名曲解説全集7　管弦楽曲4』（解説:井上和男） 音楽之友社,1980年
- 『ショスタコーヴィチ:交響曲全集』解説書（ベルナルト・ハイティンク指揮,ロンドン・フィルハーモニー管弦楽団,デッカ・レコード）